# Joseph Brodsky

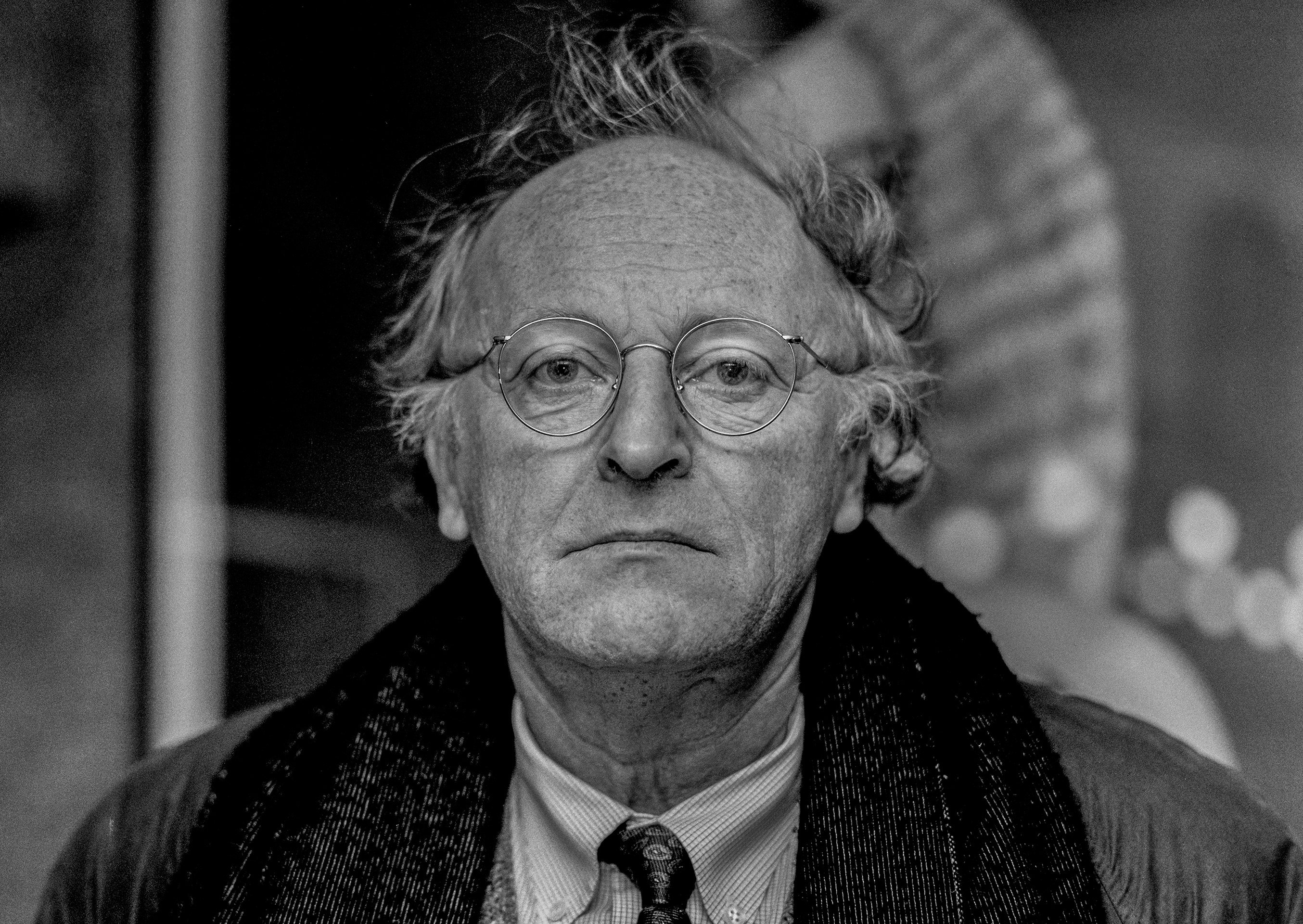
Joseph Brodsky, 1995.

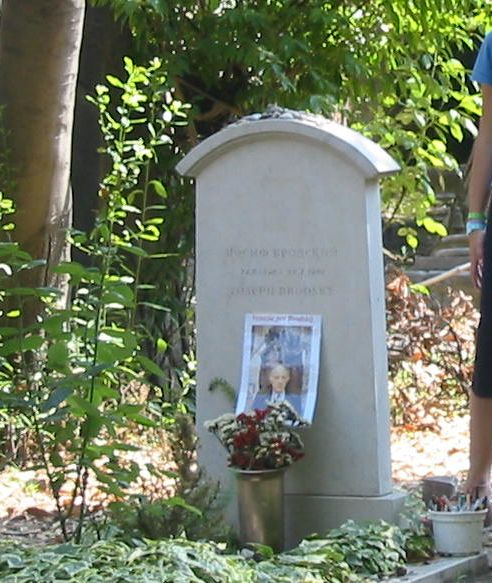
Joseph Brodskys gravvård på ön San-Michele i Venedig, Italien.

Joseph Brodsky, egentligen Iosif Aleksandrovitj Brodskij (ryska: Иосиф Александрович Бродский), född 24 maj 1940 i Leningrad i Sovjetunionen (nuvarande Sankt Petersburg i Ryssland), död 28 januari 1996 i New York i New York i USA, var en rysk poet och essäist.
Brodsky var av judisk härkomst. Han greps i januari 1964, anklagad för social parasitism, och dömdes i mars samma år till fem års förvisning till Archangelskområdet. Sartre skriver - enligt frisläppta dokument - till ordföranden i Sovjetunionens högsta sovjet, Mikojan, att den ”antisovjetiska pressen” utnyttjar fallet Brodsky men ber honom samtidigt att ställa upp för ”en mycket ung människa som redan är, eller kanske kommer bli, en god poet.” När Brodsky arresterades 1964 hade inte en enda dikt publicerats i Sovjet; när han fick Nobelpriset hade endast fyra av hans dikter publicerats. 
I förhör från rättegången mot Brodsky 18 feb 1964 - finns redovisat följande klassiska meningsutbyte:
” - Domaren: Och vilket är ert egentliga yrke?
- Brodskij: Jag är poet. Poet och översättare.
- Domaren: Vem har bestämt att ni är poet? Vem har givit er rätt att kallas poet?
- Brodskij: Ingen. Vem har givit mig rätt att kallas människa?
- Domaren: Har ni lärt er detta?
- Brodskij: Vad då?
- Domaren: Att bli poet. Ni har inte försökt besöka universitetet där man utbildar folk ... där man lär dem saker och ting? ...
- Brodskij: Jag trodde inte .., jag trodde inte man kunde studera till poet.”
Brodskys poetiska budskap skulle kunna uttryckas med att Tiden är större än rummet, men Språket är större än Tiden. Skrivandet är i grunden är i grunden att försöka ’hinna upp’ och ’hålla kvar’ tiden. Jangfeldt skriver att han vid något tillfälle sagt: ”Jag vill skriva så att jag kan förstås av mina föregångare”. 
Att komma tillbaka hit efter tjugo år
att barfota i sanden söka efter sina spår
Och när hunden skäller för allt han är värd
inse att man inte är glad utan förråad och tärd
Brodsky ur dikten Ithaka  (1993)
Jangfeldt skriver att då det 1972 stod klart att Brodsky skulle utvisas tog hans vänner i Leningrad initiativet till en utgåva på samizdat av poetens samlade verk. Man hade två och en halv månad på sig. I princip ingenting av det han skrivit hade blivit publicerat. Det gällde att förhindra en enorm förlust för den ryska kulturen. Avskrifter och översättningar samlades in. En husundersökning och medföljande konfiskation gjordes därtill av en i redaktionskommittén. Det skulle bli en vetenskaplig utgåva med inledning, varianter, kommentarer och textoligiska jämförelser. Dagen han utvisades förelåg en maskinskriven fembandsutgåva av hans samlade verk klar, med en omfattning av 2000 sidor - i 25 exemplar.  Jangfeldt menar att Brodsky är den ende riktigt betydande poet Sovjetunionen frambragt. De övriga betydelsefulla som skrivit under 1900-talet var uppväxta och danade av tiden före 1917, som Achmatova, Mandelstam, Pasternak, Majakovskij och Tsvetajeva.
Under förvisningen publicerades Brodskys första samling dikter i USA (Стихотворения и поэмы), och krav på hans frigivning började resas i väst. I september 1965 frigavs Brodsky och förde en osäker tillvaro som samizdatpoet. Han landsförvisades ur Sovjetunionen 1972 och bosatte sig i USA. 1987 tilldelades Brodsky Nobelpriset i litteratur. De ryska myndigheterna såg med oro på Nobelpriset, varför en KGB-promemoria upprättades, vilken nu frisläppts. I promemorian heter det att priset är en: ”provokation från reaktionära kretsar i väst som ser som sin uppgift att hejda världssamfundets växande sympati för vårt lands fredsälskande utrikespolitik.”
Idag (1993) är Brodsky den helt dominerande poeten i Ryssland. Sedan 1990 har den ena utgåvan följt på den andra. Sammanlagt tio samlingsutgåvor med sammanlagd upplaga på en halv miljon böcker har getts ut. 
Brodsky skrev poesi på ryska, men med tiden började han även författa essäer på engelska (exempelvis essäsamlingen Less than one, 1986, i svensk översättning av Bengt Jangfeldt: Att behaga en skugga, 1987).